# بفلوفية
البفلوفية (الاسم العلمي:Pavlovaceae) هي فصيلة من الأسناخ صبغية تتبع رتبة البفلوفيات من طائفة البفلوفيانية.

## أجناس
- البفلوفيا